# Jorgos Firos
Jorgos Firos (grec. Γιώργος Φοιρός; ur. 8 listopada 1953 w Salonikach) – grecki piłkarz, występował na pozycji obrońcy.

## Kariera klubowa
Jorgos Firos całą swoją karierę piłkarską spędził w klubach z rodzinnych Salonik. W latach 1971–1983 grał w Arisie Saloniki. Podczas tego okresu największym jego sukcesem było zdobycie wicemistrzostwo Grecji 1980. W 1983 roku przeszedł do lokalnego rywala – Iraklisie Saloniki, w którym zakończył karierę w 1986 roku. Z Iraklisem zajął trzecie miejsce w lidze greckiej w 1984 roku (najwyższe miejsce Iraklisu w historii) i zdobył Puchar Bałkanów w 1985 roku.

## Kariera reprezentacyjna
W reprezentacji Grecji Jorgos Firos występował w latach 1974–1982. W 1980 roku uczestniczył w Mistrzostwach Europy 1980, który był pierwszym międzynarodowym sukcesem w historii greckiego futbolu reprezentacyjnego. Na Euro 80 Iosifidis wystąpił w dwóch przegranych meczach grupowych z Holandią i Czechosłowacją. Ogółem w reprezentacji Hellady wystąpił w 52 meczach.